# Municipio de Ahumada
El municipio de Ahumada es uno de los 67 municipios en que se divide el estado mexicano de Chihuahua. Su cabecera es Villa Ahumada, localidad que aunque tiene categoría de Ciudad y el nombre oficial de Miguel Ahumada, aún es conocida mayoritariamente por el anterior topónimo.

## Geografía
El municipio de Ahumada tiene una extensión territorial de 17,131.5 km², lo cual lo convierte en el más extenso del estado de Chihuahua, se encuentra localizado en la región conocida como la meseta y una parte de la región del desierto, limita con los siguientes municipios: al norte con el de municipio de Juárez, al este y noreste con el de municipio de Guadalupe, al sureste con el de municipio de Aldama y el municipio de Coyame del Sotol, al sur con el de municipio de Chihuahua, al oeste con el de municipio de Buenaventura y al noroeste con el municipio de Ascensión.

### Orografía
La mayor parte del territorio es plano, sin accidentes de importancia y constituido por amplias praderas ocupadas mayoritariamente para la cría de ganado, en su extremo norte se encuentra la zona desértica conocida como los Médanos de Samalayuca, que comparte con el Municipio de Juárez. Tiene un conjunto de serranías que corren de sur a norte del municipio, y que pueden considerarse continuación de las que se encuentran al sur, en el Municipio de Chihuahua, aunque tiene una altitud mucho menor, son conocidas con los nombre de El Gallego, La Alcaparra, Arados, La Magdalena, Banco de Lucero, Lagartijas, Sanguijuela, Ranchería, Candelaria y Carrizal. De ellas la más característica es la llamada Banco de Lucero, localizada en las cercanías de la cabecera municipal y considerada por su particular fisonomía como símbolo del municipio y se encuentra representada en su escudo.

### Hidrografía
El Municipio de Ahumada constituye una cuenca cerrada o endorreica característica de esta zona del norte de México, en la cual los ríos no tienen salida al mar y desaguan en lagunas cuya única pérdida de agua es por evaporación. Lo extremoso del clima hace que esta evaporación sea mucho mayor que las precipitaciones y la mayor parte de las lagunas y corrientes superficiales son estacionales y permanecen secas durante gran parte del año.
La corriente principal es el Río del Carmen, que nace en el municipio de Buenaventura y junto a la cual fue fundada la antigua población de El Carrizal, el río formalmente desemboca en la Laguna de Patos, localizada unos kilómetros al norte de Villa Ahumada junto a la Carretera Federal 45, sin embargo, debido a la construcción de presas y el uso para riego en el curso alto del río, ninguna corriente llega hasta la laguna, que se encuentra completamente seca.
Siendo una cuenca cerrada, existen varias lagunas estacionales, como Ojo Caliente, Tarabillas y Tres Castillos. Cuenta también con varios pozos y aguas que brotan en el Ojo del Carrizal.
Todo el territorio del municipio pertenece a la Región Hidrológica Cuencas Cerradas del Norte, y se divide en tres cuencas, al noroeste la Cuenca del Río Santa María, al centro la Cuenca del Río del Carmen y al sureste la Cuenca Arroyo El Carrizo y otros.

### Clima y ecosistemas
Su clima está considerado como uno de los más áridos y extremosos de México, alcanzándose las temperaturas extremas de 48 °C y hasta de -30 °C y con una precipitación pluvial escasa. La gran mayoría del territorio registra un clima clasificado como Muy Seco Templado y un pequeño sector del extremo suroeste del territorio registra clima Seco templado.
El territorio situado al extremo noroeste del territorio del Municipio de Ahumada es el más seco del estado de Chihuahua, con una precipitación media anual de menos 200 mm, mientras que el resto del territorio registra de 200 a 300 mm de lluvia al año.
La vegetación es escasa en la mayor parte del territorio; existen fundamentalmente plantas resistentes a las sequías como son las xerófilas, herbáceas, arbustos de diferentes tamaños entremezclados con algunas especies de agaves, yucas y cactáceas.
La fauna está conformada por: paloma güilota y alas blancas, conejos, liebres, berrendo, venado bura, puma, gato montés.
| Mapas geográficos de Ahumada |        |
|                              |        |
| Relieve e hidrología         | Climas |

| Parámetros climáticos promedio de Gallegos, Ahumada        | Parámetros climáticos promedio de Gallegos, Ahumada | Parámetros climáticos promedio de Gallegos, Ahumada | Parámetros climáticos promedio de Gallegos, Ahumada | Parámetros climáticos promedio de Gallegos, Ahumada | Parámetros climáticos promedio de Gallegos, Ahumada | Parámetros climáticos promedio de Gallegos, Ahumada | Parámetros climáticos promedio de Gallegos, Ahumada | Parámetros climáticos promedio de Gallegos, Ahumada | Parámetros climáticos promedio de Gallegos, Ahumada | Parámetros climáticos promedio de Gallegos, Ahumada | Parámetros climáticos promedio de Gallegos, Ahumada | Parámetros climáticos promedio de Gallegos, Ahumada | Parámetros climáticos promedio de Gallegos, Ahumada |
| Mes                                                        | Ene.                                                | Feb.                                                | Mar.                                                | Abr.                                                | May.                                                | Jun.                                                | Jul.                                                | Ago.                                                | Sep.                                                | Oct.                                                | Nov.                                                | Dic.                                                | Anual                                               |
| ---------------------------------------------------------- | --------------------------------------------------- | --------------------------------------------------- | --------------------------------------------------- | --------------------------------------------------- | --------------------------------------------------- | --------------------------------------------------- | --------------------------------------------------- | --------------------------------------------------- | --------------------------------------------------- | --------------------------------------------------- | --------------------------------------------------- | --------------------------------------------------- | --------------------------------------------------- |
| Temp. máx. media (°C)                                      | 12                                                  | 15                                                  | 19                                                  | 24                                                  | 30                                                  | 34                                                  | 35                                                  | 33                                                  | 28                                                  | 21                                                  | 17                                                  | 13                                                  | 24                                                  |
| Temp. mín. media (°C)                                      | -9                                                  | -7                                                  | -4                                                  | 1                                                   | 8                                                   | 14                                                  | 18                                                  | 17                                                  | 14                                                  | 6                                                   | -4                                                  | -8                                                  | 5                                                   |
| Precipitación total (mm)                                   | 16                                                  | 8                                                   | 6                                                   | 10                                                  | 16                                                  | 35                                                  | 76                                                  | 89                                                  | 87                                                  | 34                                                  | 12                                                  | 13                                                  | 405                                                 |
| Fuente: Servicio Meteorológico Nacional 8 de junio de 2008 |                                                     |                                                     |                                                     |                                                     |                                                     |                                                     |                                                     |                                                     |                                                     |                                                     |                                                     |                                                     |                                                     |

## Historia
Los primeros vestigios de asentamientos humanos que han sido encontrados en la zona que hoy es el Municipio de Ahumada, tales como pinturas rupestres, puntas de flecha, restos de vasijas y objetos diversos, confirman la existencia de grupos indígenas apaches y sumas en la región, anterior a la llegada de los exploradores españoles. El primer asentamiento de esta época data de 1647, cuando se realizó la denuncia de las Salinas de la Unión, por Diego Romo de Vivar, El Carrizal la población más antigua del municipio, fue una hacienda poblada en 1740 por Don Mateo de la Peña, la cual fue abandonada poco después a causa de las invasiones de los apaches. El 8 de noviembre de 1758, el gobernador de la Nueva Vizcaya, Mateo Antonio de Mendoza mandó fundar, allí mismo, el Presidio Militar de San Fernando de las Amarillas del Carrizal, el cual subsistió hasta 1825. Fue encargado de la fundación del presidio el Capitán Manuel Antonio de San Juan.
En agosto de 1865, en su peregrinación hacia el norte, Benito Juárez pernocta en El Carrizal. El municipio fue creado en 1894, con fracciones de Carrizal, Chihuahua y Juárez. La cabecera es Villa Ahumada, la cual primitivamente perteneció al municipio de Carrizal y se llamó Labor de la Magdalena.
En 1916 tuvo lugar la denominada Batalla del Carrizal, entre el Ejército Mexicano al mando de Félix U. Gómez y las tropas norteamericanas de la Expedición punitiva, que buscaban capturar a Francisco Villa tras su ataque de Columbus, Nuevo México, en la batalla que se saldó con una victoria de las tropas mexicanas, aunque en ella murieron gran parte de los soldados, incluido su comandante.

## Demografía

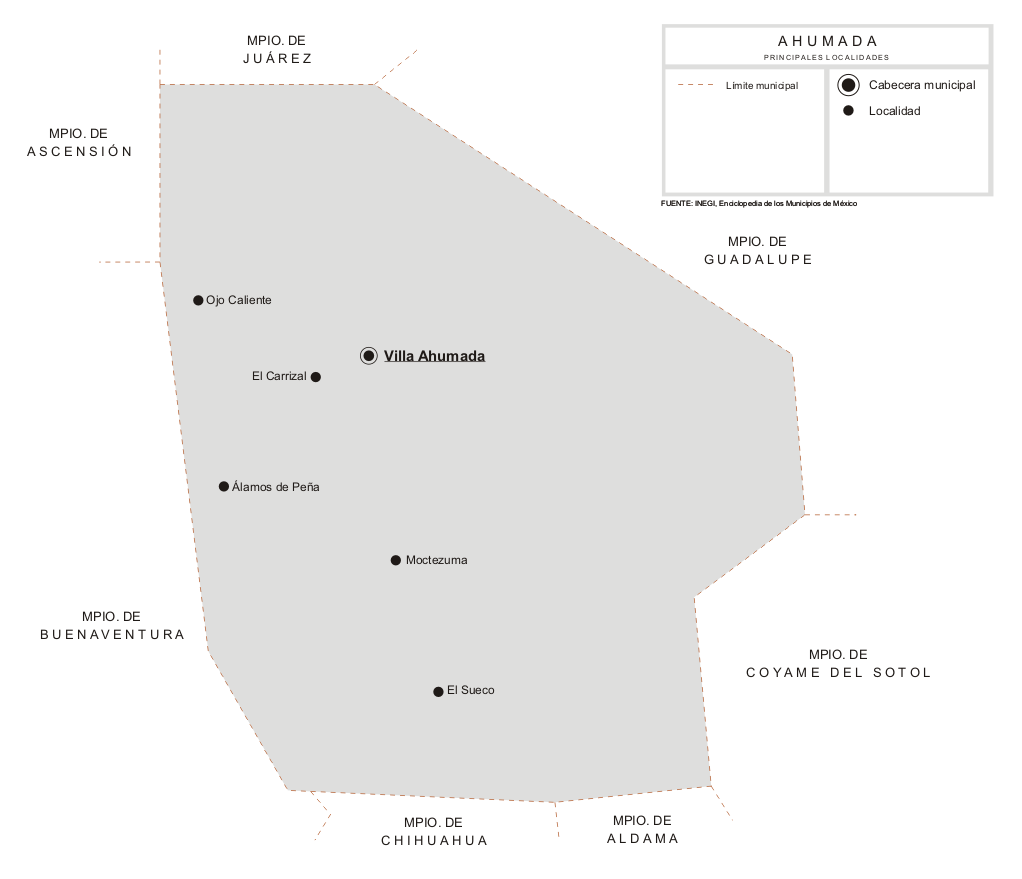
Principales localidades del Municipio de Ahumada

Según el Conteo de Población y Vivienda de 2020 realizado por el Instituto Nacional de Estadística y Geografía, la población del municipio es de 14 635 habitantes, de los cuales, 7 377 (50.4%) son hombres y 7 258 (49.6%) son mujeres.

### Localidades
En el censo de 2020 el municipio de Ahumada contaba con 181 localidades.
| Código INEGI      | Localidad         | Población (2020) |
| ----------------- | ----------------- | ---------------- |
| 080010001         | Villa Ahumada     | 10 510           |
| Otras localidades | Otras localidades | 4 125            |
| Total municipal   | Total municipal   | 14 635           |

## Comunicaciones

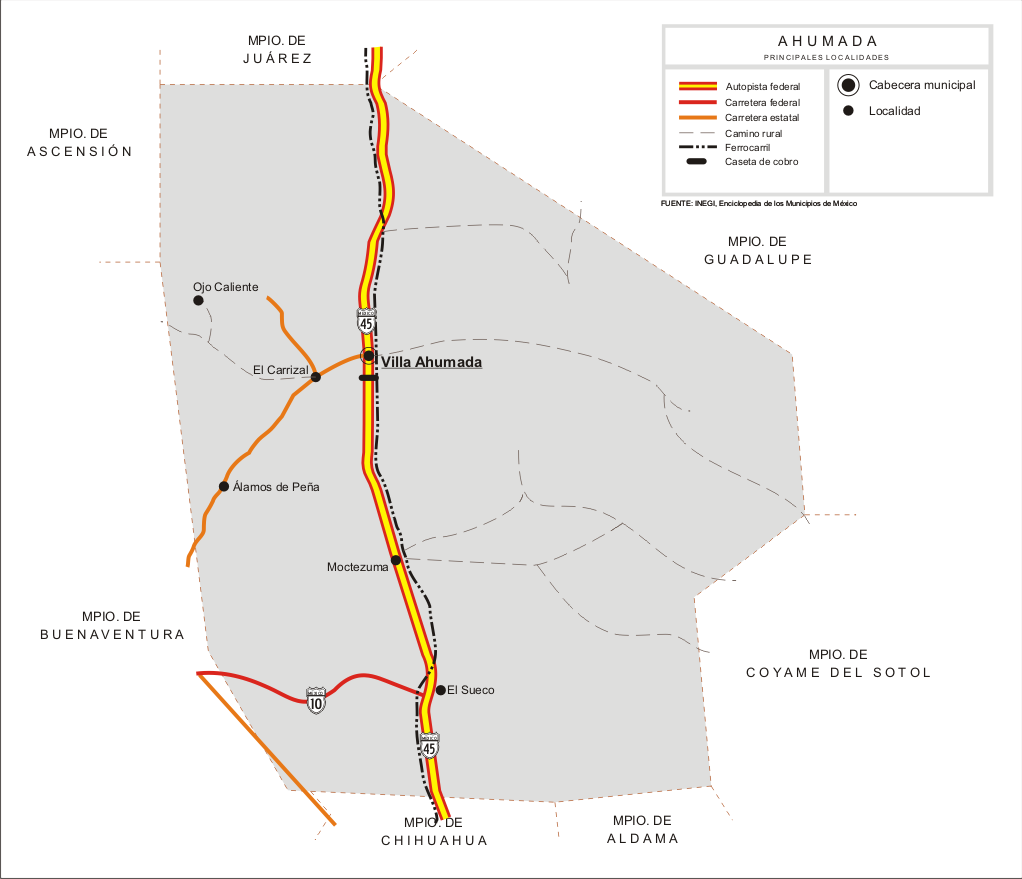
Vías de comunicación del Municipio de Ahumada

### Carreteras
El territorio del municipio se encuentra comunicado por las siguientes carreteras que cruzan su territorio.
- Carretera Federal 10.
- Carretera Federal 45.

El municipio de Ahumada está atravesado en toda su extensión, de sur a norte, por la Carretera Federal 45, que constituye una autopista de cuatro carriles de circulación (dos por cada sentido) y que lo comunica por el norte hacia Ciudad Juárez, y hacia el sur a Chihuahua y el resto del país, el tránsito de bienes y servicios por esta carretera es enorme debido al punto fronterizo con El Paso, Texas, ubicado en Ciudad Juárez. La carretera es una autopista de cuota, cuya caseta de peaje se encuentra ubicada unos 2 kilómetros al sur de la cabecera municipal.
Además de la Carretera 45 en el municipio se encuentran otras tres carreteras de importancia, la primera es la Carretera Federal 10, que proveniente del vecino Municipio de Buenaventura penetra en Ahumada en sentido oeste-este y termina enlazándose con la carretera 45 en la población de El Sueco. Existen además dos carreteras estatales, la primera parte de Villa Ahumada hacia el suroeste, comunicando con la población de Flores Magón, en el municipio de Buenaventura, y la segunda es la que partiendo de esta misma población y en sentido sureste termina en la Carretera 45 en la población de Ojo Laguna en el municipio de Chihuahua y que atraviesa el extremo suroeste del Municipio de Ahumada.
Además existen numerosos caminos de terracería y vecinales que comunican con poblaciones pequeñas de ámbito rural.

### Ferrocarriles
El Municipio se encuentra atravesado de sur a norte por el Ferrocarril Mexicano, que partiendo desde la Ciudad de México culmina en Ciudad Juárez, su sentido es paralelo a la Carretera Federal 45, construido a inicios del siglo XX como parte del desarrollo económico promovido por el gobiernode Porfirio Díaz, fue el primer gran motor para el desarrollo de lo que hoy es el municipio y dando origen como tal a su actual cabecera municipal, Villa Ahumada, que fue fundada como una estación del ferrocarril. En la actualidad la contribución económica del ferrocarril es mucho menos, debido a que única se dedica al transporte de carga y no se detiene en ningún punto del municipio,

## Política
El Municipio de Ahumada fue creado por decreto del Congreso de Chihuahua en 1894, fue creado con territorio desmembrado de los de El Carrizal, Chihuahua y Juárez, posteriormente de él fue segregado a su vez el Municipio de Félix U. Gómez, que tenía por cabecera el mineral de, la existencia de este municipio fue muy corta, pues en 1932, tanto El Carrizal como Félix U. Gómez fueron suprimidos como municipios al no cumplir con los requisitos prescritos por la ley y fueron incorporados definitivamente a Ahumada.
El gobierno del Municipio del corresponde al Ayuntamiento, que es electo para un periodo de tres años no reelegibles de manera consecutiva y está conformado por el Presidente Municipal, el Síndico y 10 regidores, 6 de mayoría y 4 de representación proporcional; el Ayuntamiento entra a ejercer su cargo el día 10 de octubre del año de su elección.

### División administrativa
El municipio de Ahumada tiene como división 1 sección municipal: El Carrizal.

### Representación legislativa
Para efectos de la división geográfica en distrito electorales locales y federales para la elección de diputados de mayoría, el municipio de Ahumada se divide de la siguiente forma:
Local:
- Distrito electoral local 11 de Chihuahua con cabecera en Meoqui.

Federal:
- Distrito electoral federal 2 de Chihuahua con cabecera en Ciudad Juárez.

### Presidentes municipales
- (1971 - 1974): José Cardoza Gamboa
- (1974): Javier Trujillo Acosta
- (1974 - 1976): María Eduviges Quintana Balderrama
- (1976 - 1977):José Luis Arras Porras
- (1977 - 1980):
- (1980 - 1983):
- (1983 - 1986): José Grajeda
- (1986 - 1989): Heriberto Escobar Jiménez
- (1992 - 1995): Fidel Chávez Molina
- (1995 - 1998): Miguel García García
- (1998 - 2001): José Edgar Burciaga
- (2001 - 2004): Alberto Almeida Fernández
- (2004 - 2007): Noé Ladrón de Guevara
- (2007 - 2010): Fidel Chávez Molina
- (2010 - 2013): Fernando Vázquez Ramírez
- (2013 - 2016): Rogelio Acosta Martínez
- (2016 - 2018): Luis Marcelo López Ruiz
- (2018 - 2020) : Juan de Dios Valle Camacho
- (2020 - 2021) : Iván Rodelo Espejo
- (2021 - 2024): Fabían Fourzan Trujillo